# Kazimierz Sztorc
Kazimierz Sztorc (ur. 16 lutego 1939 w Tarnowie, zm. 16 lutego 1992 w Tarnowie) – polski szlifierz i polityk, poseł na Sejm PRL IX kadencji.

## Życiorys
Od 1955 pracował jako szlifierz w Zakładach Mechanicznych w Tarnowie. W 1967 wstąpił do Polskiej Zjednoczonej Partii Robotniczej, był I sekretarzem oddziałowej organizacji partyjnej i członkiem egzekutywy Komitetu Zakładowego. W 1985 uzyskał mandat posła na Sejm PRL IX kadencji z okręgu Tarnów. Zasiadał w Komisji Spraw Samorządowych.
Otrzymał Złoty i Brązowy Krzyż Zasługi oraz Medal 40-lecia Polski Ludowej.